# Scrimă la Jocurile Olimpice de vară din 2000
Probele de scrimă la Jocurile Olimpice de vară din 2000 s-au desfășurat în perioada 16–23 septembrie la Sydney, Australia.

## Clasament pe medalii
| Loc   | Țară          | Aur | Argint | Bronz | Total |
| ----- | ------------- | --- | ------ | ----- | ----- |
| 1     | Italia        | 3   | 0      | 2     | 5     |
| 2     | Rusia         | 3   | 0      | 1     | 4     |
| 3     | Franța        | 1   | 4      | 1     | 6     |
| 4     | Coreea de Sud | 1   | 0      | 1     | 2     |
| 5     | Ungaria       | 1   | 0      | 0     | 1     |
| 5     | România       | 1   | 0      | 0     | 1     |
| 7     | Germania      | 0   | 2      | 3     | 5     |
| 8     | Elveția       | 0   | 2      | 0     | 2     |
| 9     | China         | 0   | 1      | 1     | 2     |
| 10    | Polonia       | 0   | 1      | 0     | 1     |
| 11    | Cuba          | 0   | 0      | 1     | 1     |
| Total | Total         | 10  | 10     | 10    | 30    |

## Evenimente

### Masculin
| Probă              | Aur                                                                       | Argint                                                           | Bronz                                                               |
| Spadă individual   | Pavel Kolobkov (RUS)                                                      | Hugues Obry (FRA)                                                | Lee Sang-ki (KOR)                                                   |
| Spadă pe echipe    | Italia Angelo Mazzoni Paolo Milanoli Maurizio Randazzo Alfredo Rota       | Franța Jean-François di Martino Hugues Obry Éric Srecki          | Cuba Nelson Loyola Carlos Pedroso Iván Trevejo                      |
| Floretă individual | Kim Young-ho (KOR)                                                        | Ralf Bißdorf (GER)                                               | Dmitri Șevcenko (RUS)                                               |
| Floretă pe echipe  | Franța Jean-Noël Ferrari Brice Guyart Patrice Lhôtellier Lionel Plumenail | China Dong Zhaozhi Wang Haibin Ye Chong                          | Italia Daniele Crosta Gabriele Magni Salvatore Sanzo Matteo Zennaro |
| Sabie individual   | Mihai Covaliu (ROU)                                                       | Mathieu Gourdain (FRA)                                           | Wiradech Kothny (GER)                                               |
| Sabie pe echipe    | Rusia Serghei Șarikov Aleksei Frosin Stanislav Pozdniakov                 | Franța Mathieu Gourdain Julien Pillet Cédric Séguin Damien Touya | Germania Dennis Bauer Wiradech Kothny Alexander Weber               |

### Feminin
| Probă              | Aur                                                                   | Argint                                                                       | Bronz                                       |
| Spadă individual   | Tímea Nagy (HUN)                                                      | Gianna Hablützel-Bürki (SUI)                                                 | Laura Flessel-Colovic (FRA)                 |
| Spadă pe echipe    | Rusia Karina Aznavurian Oksana Ermakova Tatiana Logunova Maria Mazina | Elveția Gianna Hablützel-Bürki Sophie Lamon Diana Romagnoli                  | China Li Na Liang Qin Yang Shaoqi           |
| Floretă individual | Valentina Vezzali (ITA)                                               | Rita Koenig (GER)                                                            | Giovanna Trillini (ITA)                     |
| Floretă pe echipe  | Italia Diana Bianchedi Giovanna Trillini Valentina Vezzali            | Polonia Sylwia Gruchała Magdalena Mroczkiewicz Anna Rybicka Barbara Wolnicka | Germania Sabine Bau Rita König Monika Weber |

## Țări participante
217 de trăgători (134 de bărbăti și 83 de femei) din 40 de țări au participat la Sydney 2000.
- Algeria (2)
- Argentina (3)
- Australia (7)
- Austria (6)
- Belarus (4)
- Brazilia (1)
- Canada (4)
- Chile (1)
- China (13)
- Columbia (2)
- Coreea de Sud (7)
- Cuba (11)
- Egipt (5)
- Elveția (5)
- Estonia (4)
- Franța (16)
- Germania (18)
- Israel (1)
- Italia (17)
- Japonia (4)
- Kazahstan (5)
- Kuweit (1)
- Kârgâzstan (1)
- Letonia (1)
- Marea Britanie (3)
- Norvegia (3)
- Polonia (10)
- Portugalia (1)
- Puerto Rico (1)
- România (5)
- Rusia (15)
- Serbia și Muntenegru (1)
- Spania (4)
- Statele Unite ale Americii (8)
- Suedia (1)
- Tunisia (1)
- Ucraina (10)
- Ungaria (13)
- Uzbekistan (1)
- Venezuela (1)

## Legături externe
- Statistice Arhivat în 20 mai 2009, la Wayback Machine. pe Sports Reference